# Sapo-de-wyoming
O sapo-de-wyoming (nome científico: Anaxyrus  baxteri, antiga nomenclatura: Bufo baxteri) é uma espécie de anfíbio anuro da família Bufonidae. É marrom-escuro, cinza ou esverdeado, com cinco centímetros de comprimento. Os machos são ligeiramente menores que as fêmeas e possuem pequenas elevações nos dedos. Os girinos são escuros com pintas.
Reproduz-se entre maio e julho, onde se reúnem em pequenos grupos para acasalarem. Sua desova contém entre 1 000 a 6 000 ovos, que são depositados em plantas específicas de lagoas e pântanos. Seu desenvolvimento larval dura um mês. Durante esse período, alimentam-se de detritos orgânicos e inorgânicos, como algas e sedimentos de rochas. Quando adultos, alimentam-se de insectos, de preferência, besouros e formigas. Possui inúmeros predadores em todas suas fases da vida, desde o ovo ao indivíduo adulto.
A espécie foi declarada extinta na natureza pela União Internacional para a Conservação da Natureza (IUCN). As causas para sua extinção são atividades antrópicas (como o uso de inseticidas) e naturais (como a dificuldade em se dispersar). A espécie ainda pode ser encontrada em alguns lugares em Laramie Basin e é reproduzida em cativeiro em zoológicos, na Universidade de Wyoming e em refúgios naturais, como Mortenson Lake National Wildlife Refuge.

## Taxonomia
A espécie foi descoberta pelo professor da Universidade de Wyoming George Baxter em 1946, sendo classificada originalmente como uma subespécie do sapo-canadense (Anaxyrus hemiophrys). Mais tarde, em 1968, devido ao isolamento geográfico e por possuir características próprias, Porter a classificou como uma subespécie própria, a Bufo hemiophrys baxteri. Em 1998, Smith a elevou como espécie, recebendo o nome de Bufo baxteri. Debates sobre sua permanência como espécie continuam até hoje, mas é visto pela maior parte da comunidade científica como uma espécie. Mais tarde foi migrada ao gênero Anaxyrus. Estudos demonstram que a espécie se especializou a 10 000 anos atrás, a partir do sapo-canadense.

## Descrição

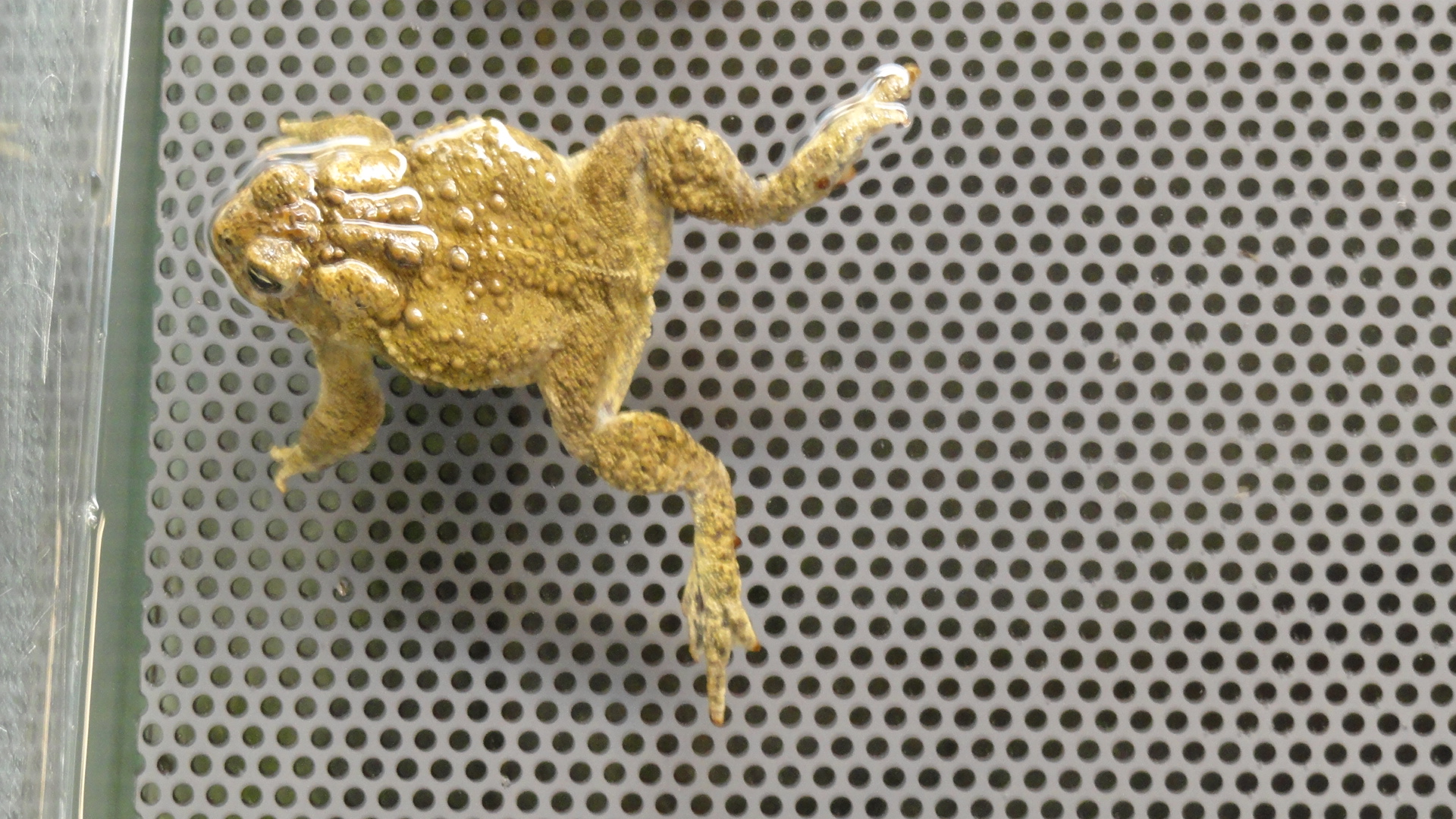
Um adulto visto de cima

O sapo é marrom escuro, cinza ou esverdeado, com manchas escuras e possui uma linha indiscernivel sobre o dorso. Os machos possuem a garganta escura e as fêmeas são ligeiramente maiores. Possui o corpo com característica granulosa, coberto por verrugas de tamanho médio entre as do Anaxyrus cognatus e Anaxyrus boreas. A união da sua crista neural forma uma estrutura alongada, uma crista no sulco mediano ou com cristas paralelas. Sua forma pode ser cornificada. Seu sulco pós-orbital pode ser indistinto ou ausente. O tímpano é localizado em torno do olho, sendo menor que este. Possui os tubérculos das pontas dos dedos bastante desenvolvidos e a barriga visível. Alguns indivíduos possuem uma linha lateral clara bem definida. A partir de estudos a partir de fotografias, foi descoberto que os indivíduos possuem padrões únicos no matiz de sua pele e no padrão de manchas. Seu tamanho está em torno dos 5 centímetros. Os machos podem se diferenciados da fêmeas por serem menores, pela presença de elevações no indicador e no polegar (diferença que aparece após a maturidade sexual, a um ano de idade), por possuir a garganta com cor sólida e por poder vocalizar.
A espécie é diferenciada do sapo-canadense por possuir a estrutura interorbital mais grossa, porosa e ligeiramente mais fechada. A forma do seu corpo também é mais estreita e alta, por possuir a glândula parotóide mais elevada, diferenciada e mais distante da órbita do olho. Suas narinas também são mais rugosas, grossas e porosas. Também é menor que a outra espécie. É diferenciado do A. boreas pela textura e cor da pele, que é mais lisa e grossa, tamanho (7 cm) e diferenças na vocalização e no crânio. O A. boreas não costuma coaxar em grupos de acasalamento como fazem o sapo-de-wyoming, mas podem vocalizar se notar a presença de outro macho. O seu odor também é diferente, com tom almíscarado.

## Distribuição e habitat

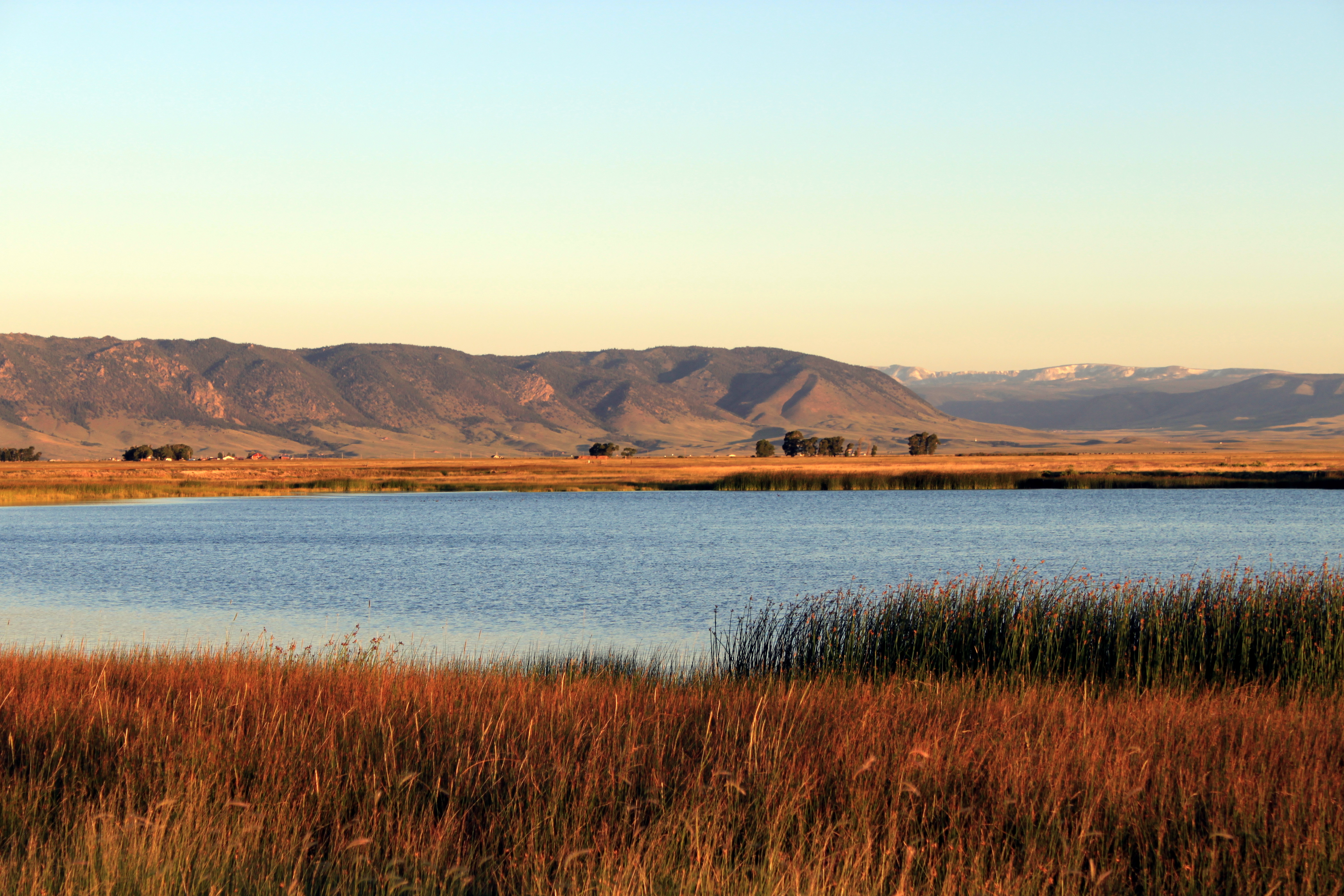
Lago Mortenson

A espécie encontra-se restrita a Laramie Basin, no estado de Wyoming, numa área de 2 330 km² a uma altitude entre 304 e 2 133 m. É um animal fossorial, cujas tocas são feitas de gravilha e pedregulhos. Hiberna em vegetações velhas e de dunas de areia durante os meses de  outubro e fevereiro. São encontrados em pradarias com relvado baixo próximo à corpos d'água. Seu habitat é restrito a áreas a 10 metros d'água, podendo estar associado a baixa umidade dos planaltos de Laramie Basin e a necessidade dos sapos de estarem próximos à água para manterem a hidratação. Segundo o último censo realizado, em 2002, foram encontrados quatro adultos e 124 jovens na natureza.
Antigamente, a espécie era encontrada em uma variedade imensa de habitats, como lagos, lagoas, córregos, pântanos, valas em estradas e planícies aluviais. Atualmente usam o litoral do Lago Mortenson assim como usam pântanos e valas. Quando incomodados, eles nadam para o interior da água e submergem. Podem ser noturnos ou diurnos, variando seu nível de atividade devido a temperatura.

## Ecologia

### Alimentação
Os girinos se alimentam de matéria vegetal, como algas, e quando se tornam adultos, viram carnívoros e se alimentam de insectos, como besouros e formigas e larvas, mas podem se alimentar de qualquer coisa que se mova. Quando capturados, são alimentados com grilos e farelo de larvas. Estudos encontram uma grande quantidade de formigas em suas fezes, aparentando que este insecto seja o principal integrante de sua dieta.

### Reprodução
O sapo se reproduz durante maio e julho, quando a temperatura está próxima dos 21°C. Os grupos de acasalamento normalmente não possuem mais de 6 machos e algumas fêmeas. Seus ovos são depositados em uma massa gelatinosa e os girinos se desenvolvem em torno de um mês. Seu coaxar pode ser ouvido num raio de 200 metros. São poligâmicos.
Tem preferência em desovar em locais onde a vegetação consiste numa mistura entre Carex sp. e Scirpus americanus. Os ovos são depositados em áreas rasas em poças e lagos. Podem ser encontrados entre 1000 à 6000 ovos a cada dois ou três milímetros de ovos, sendo assim estimado uma quantidade de 8 mil ovos por ninhada. Os ovos demoram de 4 a 6 dias para eclodirem.
Os girinos possuem de 5 a 7 milímetros ao nascerem, são escuros com pintas. O estágio dura entorno de um mês. Se alimentam de matéria orgânica e inorgânica em suspensão como restos de vegetais e rochas. Seus girinos podem ser diferenciados dos de outras espécies do género Anaxyrus e Bufo pelo valor de sua fileira de dentes, cor e pigmentação da pele e pelo formato do focinho. Mas estas características são impossíveis de se verificar em campo, podendo necessitar de um microscópio.

### Predadores
A espécie é predada em todos os estágios da vida. Seus ovos podem ser comidos pelo besouro-mergulhador. Seus girinos podem ser predados por pelicanos, savacus, grou-canadianos e pegas. Já foram registados girinos sendo comidos por larvas de besouro-mergulhador e libélulas. Os adultos costumam ser predados por doninhas, guaxinins, coiotes, cangambás, visons, raposas-vermelhas, texugos e gatos domésticos e ferais.

## Estado
A espécie era comum durante até a década de 1950, havendo um grande diminuição da sua população durante os anos de 1960 e 1970, a partir do uso de pesticidas, perda de habitat e infecções com o fungo Batrachochytrium dendrobatidis. Foi declarada como espécie extinta na natureza no ano de 1980, mas foram encontradas novos espécimes em 1987 e com isso começaram a fazer reproduções em cativeiro. Nos dias de hoje encontra-se poucos indivíduos se reproduzindo na natureza e é considerado o anfíbio mais ameaçado da América do Norte.

### Causas
As causas da redução de sua população são as mais variadas possíveis, involvendo fatores antropológicos e naturais. Pelos fatores antropológicos, é possível citar o uso de pesticidas para o controle de mosquitos na região, como o Fentião e o Malatião (são usados nos dias atuais insecticidas a base de Peremethrin) e também a irrigação, que causa a destruição do seu habitat natural, reduzindo a qualidade e extensão dos pântanos.
Fatores genéticos também são especulados na redução, devido a falta de variabilidade genética causada por uma população pequena. Isso pode fazer com que defeitos no ADN sejam propagados mais facilmente, afetando a capacidade de sobrevivência e reprodução dos indivíduos. Entretanto, nos programas de procriação é tentado se obter a maior variabilidade possível.
Há também a hipótese de ter sido causada pelas mudanças climáticas e por ter uma expectativa de vida curta, já no outono de 1988 foram encontrados 450 indivíduos jovens e no verão do ano seguinte, não foram observados nenhum. Estudos foram feitos que nevascas podem adiar, ou até mesmo parar, a reprodução.
Também é relatado infecções por partes de bactérias e fungos, como B. dendrobatis, que vitimiza vários indivíduos, e ainda pode infectar algas, plantas e invertebrados. Também foram relatadas infecções pelo Basidiobolus ranarum – sendo este o mais encontrado em indivíduos livres ou em cativeiro – e Aeromonas hydrophila — que possui diagnóstico difícil por estar comumente associados a outras patologias.
A espécie possui uma reprodução normal, como a dos outros anfíbios, mas possui uma capacidade de dispersão fraca, deslocando apenas 5 metros por dia. Um indivíduo raramente se afasta para muito longe do litoral do lago, e raramente alguns indivíduos migram para outros lagos, significando que a espécie não migra para corpos d'água não-comunicantes.
Outras causas que também podem reduzir seu número, mas numa escala mínima, são a introdução de outras espécies, como a rã-touro-americana, já que o sapo-de-wyoming não suporta ambientes com densidade alta, e a predação, que pode diminuir o número de indivíduos adultos.

## Conservação

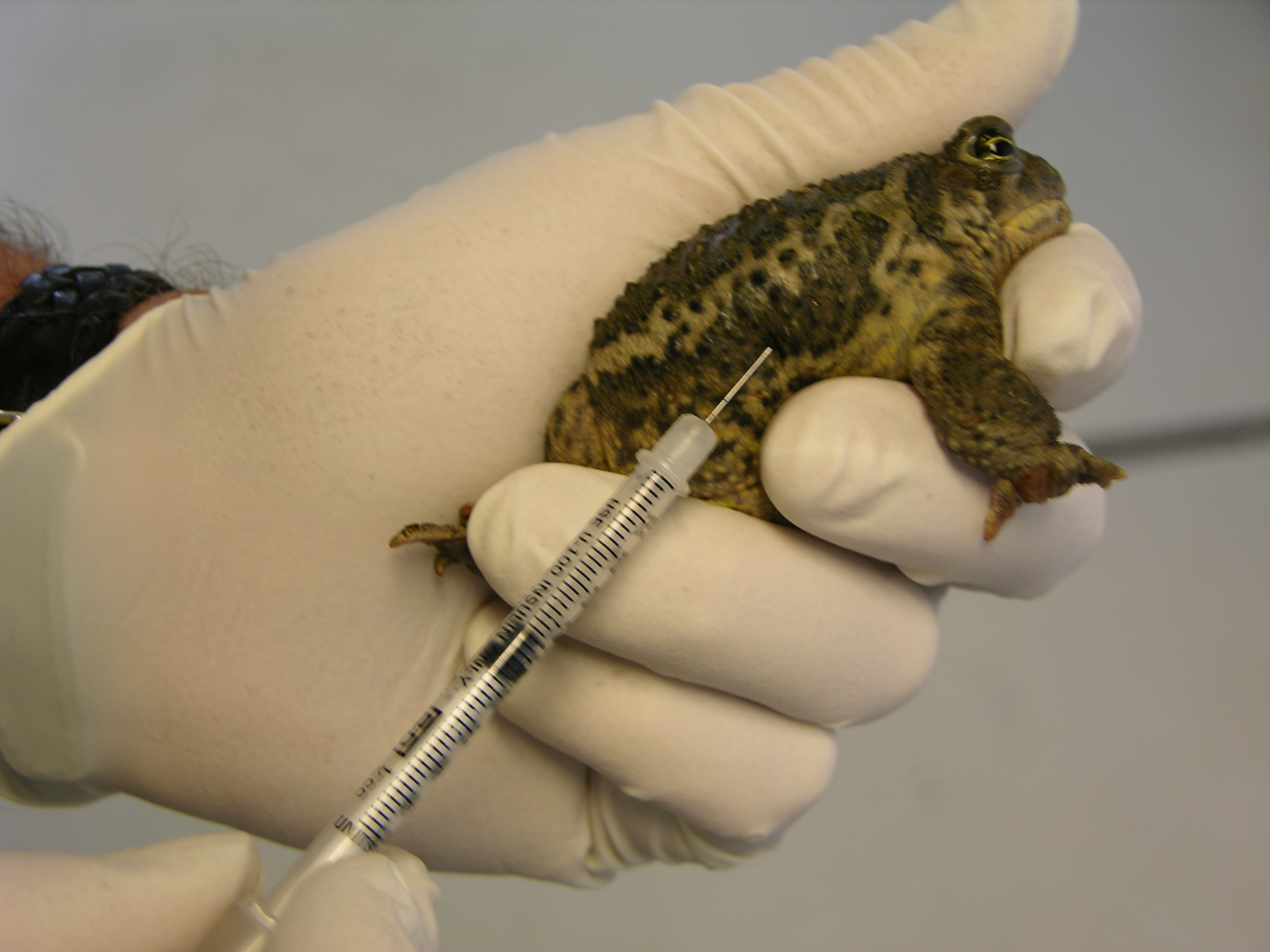
Um espécime realizando exames

Medidas de proteção foram tomadas após o grande declínio de indivíduos, que ocorreu a partir da década de 1980, quando foram encontrados somente um casal. Em 1983 aconteceu o primeiro registo de reprodução desde 1975 e também foi descoberta uma única e pequena população no Lago Mortenson. Com essa queda, a Agência de Proteção Ambiental dos Estados Unidos propôs banir o uso de pesticida na região e após uma discussão com o governador e a USFWS, decidiu-se proteger uma área de 777 km² do uso de pesticidas, criar a Albany County Wyoming Toad Task Force e limpar a área caso em dois anos não se fosse observados indivíduos. Apesar do esforço, nenhum indivíduo foi encontrado. Mas mesmo assim foram realizadas pesquisas bianuais, e em 1995 foram encontrados indivíduos, tendo também a captura. Em 1993, começou-se a captura de espécimes e a reprodução em cativeiro em zoológicos. Em 8 anos, foram liberados 46.000 indivíduos de várias idades. Também foram realizadas proteções em seu habitat com a criação de áreas ambientais como o Mortenson Lake National Wildlife Refuge e o Hutton Lake Wildlife Refuge, que tiveram como actos preservar a vegetação local e impedir a circulação de pessoas. Também se realizaram estudos, descobrindo que os espécimes atingem a maturidade sexual antes que os outros sapos da região, e que possui uma baixa expectativa de vida, de um ou dois anos, e que isso é causado pela infecção pelo fungo B. dendrobatis e que a única forma proteger a população é os capturando. Mas mesmo capturados, os indivíduos não costumam sobreviver mais que 3 anos, e é nessa época que as reproduções dos anfíbios se obtém maior sucesso. Outro problema é a falta de estudos na área já que desde o ano de sua descoberta à 2005 só foram realizados três estudos. Há dificuldades para reproduzí-lo em cativeiro devido a falta de informações sobre sua hibernação e reprodução e também na sua dieta, por estar sendo considerada fraca e por poder causar deficiência de vitamina A.
Atualmente a espécie está sendo reproduzida em laboratórios e zoológicos, para que um dia seja possível sua reintrodução na natureza. Mas para isso é necessário se obter informações sobre a espécie e tentar erradicar o B. dendrobatidis do seu habitat. Também é necessário se obter a maior variabilidade genética possível, já que caso isso não aconteça, a população pode entrar em colapso. As instituições que estão realizando a reprodução em cativeiro são: Zoológico de Mountain Cheyenne, Zoológico da Cidade do Kansas, Zoológico de Detroit, Museu do Rio Mississipi, Zoológico Como, Zoológico Henry Doorly, Zoológico de Toledo, Redbuttes Environmental e Incubatório Nacional de Peixes de Saratoga.

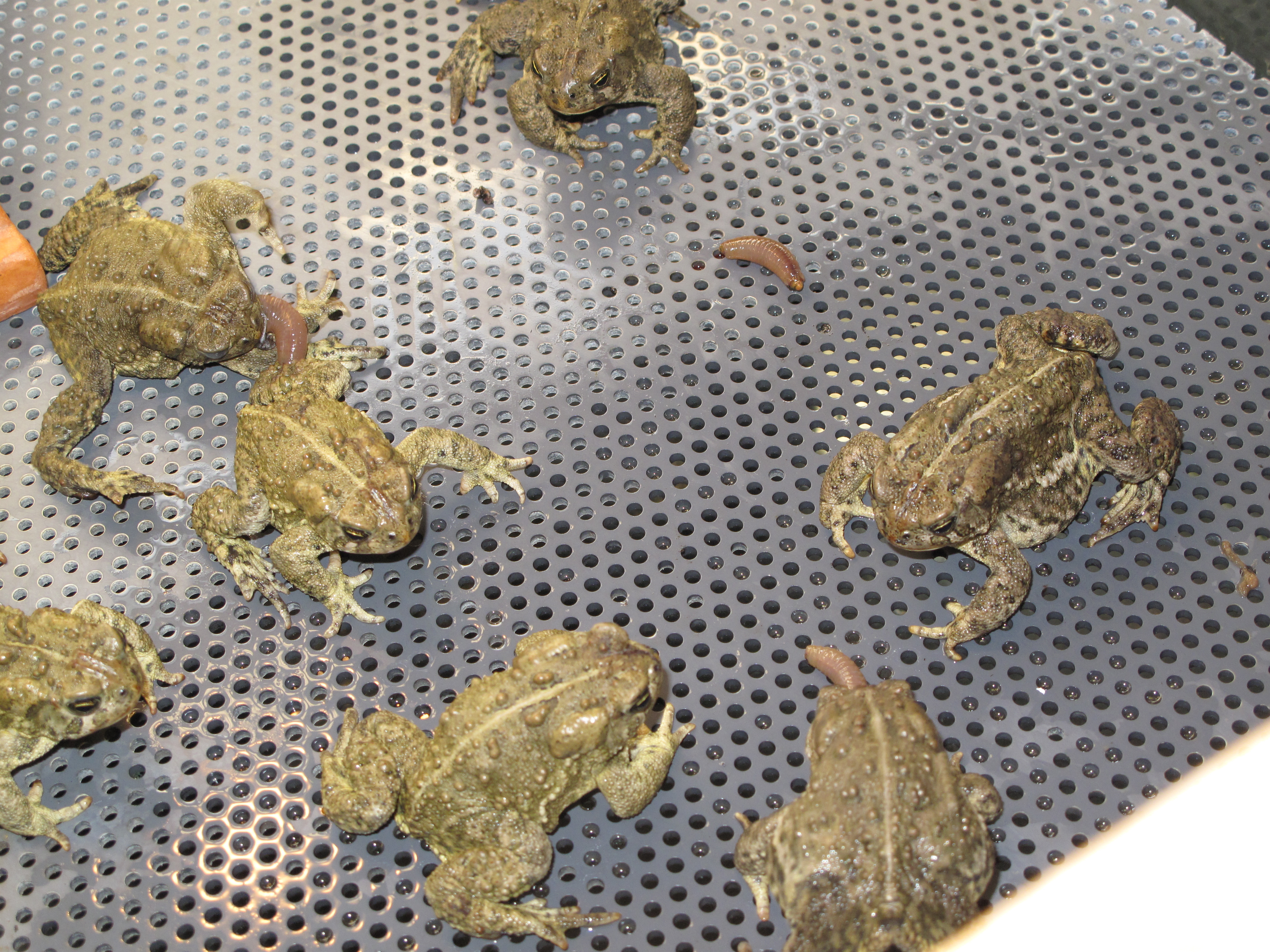
Indivíduos reproduzidos em cativeiro

A Universidade de Wyoming está organizando a reprodução em cativeiro da espécie, capturando indivíduos para se reproduzirem e depois serem liberados na natureza. Além disso, a universidade está estudando o seu habitat e a vegetação, já que estes são necessários para que os sapos sobrevivam e possam escapar dos predadores. É extremamente necessário sua multiplicação, já que consome insectos e serve de comida para grandes pássaros, fazendo parte da cadeia alimentar. A universidade recebeu um incentivo de 800 000 dólares do U.S. Fish and Wildlife Service.
No dia 25 de maio de 2016 foram liberados 900 indivíduos resultantes do programa de procriação em uma área livre de produtos químicos. No verão de 2017, serão soltos os sapos que foram reproduzidos no Laramie Valley, numa área de 41 acres, por onde passa o Rio Laramie e são encontrados lagoas e pântanos. O local possui uma vegetação densa, e é o habitat natural da rã-leopardo e das pererecas do género Pseudacris que são sensíveis ao ambiente, indicando que este está saudável.